# Strutyn Wyżny
Strutyn Wyżny (ukr. Верхній Струтинь) – wieś na Ukrainie w rejonie rożniatowskim obwodu iwanofrankiwskiego.